# Telebasis bickorum
Telebasis bickorum – gatunek ważki z rodziny łątkowatych (Coenagrionidae). Występuje na terenie Ameryki Południowej.